# Triathlon aux Jeux asiatiques de 2018
Navigation
Édition précédente Édition suivante
Les compétitions de triathlon aux Jeux asiatiques de 2018 se déroulent les 31 août au 2 septembre 2018 à Palembang, une ville d'Indonésie, dans le sud de l'île de Sumatra. Trois épreuves, une féminine, une masculine et une en relais mixte sont au programme.

## Médaillés
Hommes
| Epreuve    | Or            | Argent           | Bronze    |
| ---------- | ------------- | ---------------- | --------- |
| Individuel | Jumpei Furuya | Ayan Beisenbayev | Mingxu Li |

Femmes
| Epreuve    | Or             | Argent         | Bronze   |
| ---------- | -------------- | -------------- | -------- |
| Individuel | Yuko Takahashi | Mengying Zhong | Long Hoi |

Relais par équipes
| Epreuve                  | Or    | Argent       | Bronze            |
| ------------------------ | ----- | ------------ | ----------------- |
| Relais par équipes Mixte | Japon | Corée du Sud | Hong-Kong (Chine) |

## Résultats
Ces tableaux présentent les résultats des épreuves de triathlon aux Jeux asiatiques de 2018.
| Position           | Athlète          | Nation         | Temps           | écart      |
| ------------------ | ---------------- | -------------- | --------------- | ---------- |
| Médaille d'or      | Jumpei Furuya    | Japon          | 1 h 49 min 43 s | /          |
| Médaille d'argent  | Ayan Beisenbayev | Kazakhstan     | 1 h 50 min 38 s | 55 s       |
| Médaille de bronze | Mingxu Li        | Chine          | 1 h 50 min 49 s | 1 min 6 s  |
| 4                  | Zhihang Jiang    | Chine          | 1 h 50 min 53 s | 1 min 10 s |
| 5                  | Tuan Chun Chang  | Taipei chinois | 1 h 51 min 18 s | 1 min 35 s |
| 6                  | Mohamad Maso     | Syrie          | 1 h 53 min 14 s |            |
| 7                  | Makoto Odakura   | Japon          | 1 h 53 min 34 s |            |
| 8                  | Hui Wai Wong     | Hong Kong      | 1 h 53 min 52 s |            |
| 9                  | Min Ho Heo       | Corée du Sud   | 1 h 54 min 21 s |            |
| 10                 | John Chicano     | Philippines    | 1 h 54 min 33 s |            |

| Position           | Athlète               | Nation         | Temps           | écart      |
| ------------------ | --------------------- | -------------- | --------------- | ---------- |
| Médaille d'or      | Yuko Takahashi        | Japon          | 1 h 59 min 29 s | /          |
| Médaille d'argent  | Mengying Zhong        | Chine          | 2 h 1 min 6 s   | 1 min 37 s |
| Médaille de bronze | Long Hoi              | Macao          | 2 h 1 min 28 s  | 2 min 1 s  |
| 4                  | Yi Zhang              | Chine          | 2 h 2 min 14 s  | 2 min 46 s |
| 5                  | Yun-Jung Jang         | Corée du Sud   | 2 h 2 min 35 s  |            |
| 6                  | Yan Yin Hilda Choi    | Hong Kong      | 2 h 4 min 31 s  |            |
| 7                  | Marion Kim Mangrobang | Philippines    | 2 h 5 min 20 s  |            |
| 8                  | Jia-Chi Kuo           | Taipei chinois | 2 h 5 min 43 s  |            |
| 9                  | Kim Kilgroe           | Philippines    | 2 h 6 min 57 s  |            |
| 10                 | Chi Wen Chang         | Taipei chinois | 2 h 8 min 43 s  |            |